# ヴェーガル・スターク・ラエンゲン
ヴェーガル・スターク・ラエンゲン (Vegard Stake Laengen 1989年2月7日 - ) は、ノルウェーの自転車競技選手。UAE チーム・エミレーツ所属。 オスロに生まれ現在はフレドリクスタ在住。

## 主な戦績
出典:
2010
ジロ・デル・フリウーリ・ヴェネツィア・ジュリア 総合優勝
ロードレース・ノルウェー選手権 4位
2011
ロードレース・ノルウェー選手権 2位
Triptyque des Monts et Châteaux 総合3位
タイムトライアル・ノルウェー選手権 4位
ツール・ド・ラヴニール 総合4位
2012
ツール・ド・ボース 区間1勝(Stage 5)
ロードレース・ノルウェー選手権 5位
2013
ツール・デュ・ドゥー 3位
2014
ブークル・ド・ロルヌ 9位
2015
ツール・アルザス 総合優勝
区間一勝(Stage 3)
ロンド・ド・ロワーズ 2位
ロードレース・ノルウェー選手権 3位
タイムトライアル・ノルウェー選手権 4th
リンゲリケGP 4位
2016
タイムトライアル・ノルウェー選手権 2位
2018
 ノルウェー選手権　優勝（ロードレース）

### グランツールの総合成績
| Grand Tour                 | 2016 |
| -------------------------- | ---- |
| ジロ・デ・イタリア         | 83   |
| ツール・ド・フランス       | -    |
| ブエルタ・ア・エスパーニャ | 81   |